# Muntanya de Palós
La Muntanya de Palós és una serra situada al municipi de Toses a la comarca del Ripollès, amb una elevació màxima de 2.228 metres.